# Mörön járás
Mörön járás (mongol nyelven: Мөрөн сум) Mongólia Hentij tartományának egyik járása. Területe 2196 km². Népessége kb. 2400 fő.
Székhelye, Mörön (Мөрөн) 25 km-re fekszik Öndörhán tartományi székhelytől.